# Санта-Барбара (Дуранго)
Санта-Барбара (исп. Santa Bárbara) — посёлок в муниципалитете Дуранго в мексиканском штате Дуранго. Численность населения, по данным переписи 2010 года, составила 26 человек.

## Общие сведения
Посёлок расположен в горном районе Сьерра-Мадре Западная. Привлекает людей, увлекающихся катанием на горных велосипедах, боулдерингом, пешеходным туризмом.
Также известен тем, что является одним из самых холодных мест в Мексике.